# Umbral
Umbral è un album in studio del gruppo cileno Quilapayún pubblicato nel 1979.

## Descrizione
Questo è il quarto disco in studio realizzato durante l'esilio. Dopo i primi tre, che si erano mossi sulle coordinate musicali già espresse nei dischi realizzati in Cile, in questo disco il gruppo inizia un percorso di evoluzione musicale e poetica caratterizzato da una maggiore complessità e raffinatezza delle musiche e degli arrangiamenti unito a una maggiore ironia nei testi sempre meno esplicitamente politici. Da qui il titolo del disco, traducibile con "soglia", ad indicare l'attraversamento di un confine e l'ingresso in una nuova sfera artistica.
Altro aspetto innovativo del disco è l'inizio della collaborazione con Pierre Rabath, colui che per molti anni arrangerà per orchestra alcune delle loro canzoni, che qui dirige l'orchestra nel brano, da lui stesso arrangiato, La vida total.. 
Sempre a questo periodo risale la stretta collaborazione con il compositore Gustavo Becerra, che non solo aiuterà il gruppo a migliorare ed allargare le proprie conoscenze musicali, ma che scriverà per loro due composizioni una delle quali, Américas, su testi di Pablo Neruda, è presente in questo disco.
Ancora di questo periodo è l'incontro e la forte influenza sul gruppo del pittore surrealista cileno Roberto Matta. Da un suo discorso è tratto il testo della traccia 6, il cui titolo completo (così come scritto sulla copertina del disco) è Discurso del pintor Roberto Matta pronunciado en el foro sobre la cultura chilena que tuvo lugar en Torum (Polonia) en mayo de 1979 y en el que participaron connotados intelectuales.

## Edizioni
Questo album è stato pubblicato per la prima volta nel 1979, in formato LP, e in questo stesso formato è stato pubblicato in diversi paesi del mondo, sempre con identico titolo e medesima track-list, ma con la copertina spesso modificata. 
Negli anni '90 Umbral è stato anche pubblicato in CD, in una edizione che, oltre alle tracce già presenti nell'LP, contiene alcune bonus tracks.

### LP
- Francia: Pathé Marconi EMI, 2C 070-14.812, 1979
- Spagna: Movieplay, 17.1505/2, 1979
- Germania Ovest: Pläne Records, 88 210, 1980
- Ecuador, Fadisa, 710169, 1980

### CD
- Francia: Disques Dom, CD 1052, 1992
- Cile, Warner Music Chile, 3984 25689-2, 1998

## Tracce

### LP
1. Arriba en la cordillera – 4:14 (Patricio Manns)
2. El árbol de los libres – 3:46 (testo: Pablo Neruda – musica: Rodolfo Parada)
3. Ronda del ausente – 3:11 (testo: Fernando Alegría – musica: Hugo Lagos)
4. Paloma quiero contarte – 3:26 (Víctor Jara)
5. La vida total – 4:45 (testo: Patricio Manns – musica: Eduardo Carrasco)
6. Discurso del pintor Roberto Matta – 4:35 (testo: Roberto Matta – musica: Eduardo Carrasco)
7. Canción para Víctor Jara – 5:18 (Eduardo Carrasco)
8. Américas (cantata popular) – 10:05 (testo: Pablo Neruda – musica: Gustavo Becerra-Schmidt)

Durata totale: 39:20

### CD
1. Arriba en la cordillera – 4:14 (Patricio Manns)
2. El árbol de los libres – 3:46 (testo: Pablo Neruda – musica: Rodolfo Parada)
3. Ronda del ausente – 3:11 (testo: Fernando Alegría – musica: Hugo Lagos)
4. La vida total – 4:45 (testo: Patricio Manns – musica: Eduardo Carrasco)
5. Paloma quiero contarte – 3:26 (Víctor Jara)
6. Complainte de Pablo Neruda (dal disco Chante Neruda) – 3:52 (testo: Louis Aragon – musica: Eduardo Carrasco) – bonus track
7. Transiente (nuova versione) – 2:54 (musica: Patricio Wang) – bonus track
8. Canción para Víctor Jara – 5:18 (Eduardo Carrasco)
9. Vamos mujer (dal disco Alentours) – 4:01 (Luis Advis) – bonus track
10. Discurso del pintor Roberto Matta – 4:35 (testo: Roberto Matta – musica: Eduardo Carrasco)
11. Quand les hommes vivront d'amour (dal disco Alentours) – 3:09 (Raymond Lévesque) – bonus track
12. Américas (cantata popular) – 10:05 (testo: Pablo Neruda – musica: Gustavo Becerra-Schmidt)

Durata totale: 53:16

## Crediti

### Formazione
- Eduardo Carrasco: direzione artistica
- Carlos Quezada: percussioni, voce
- Willy Oddó: chitarra, basso, flauti, voce
- Hernán Gómez: chitarra, flauti, cuatro, voce
- Rodolfo Parada: chitarra, voce
- Hugo Lagos: charango, voce
- Guillermo Garcia: chitarra, tiple, voce
- Ricardo Venegas: flauti, basso, voce

### Collaboratori
- Pierre Rabath - arrangiamento e direzione d'orchestra (La vida total)
- Julio Laks - pianoforte (Discurso del pintor Roberto Matta)
- Jean-Claude Lefevre - ingegnere del suono
- Nemesio Antúnez - copertina